# Большая корифена
Большая корифена, или золотая макрель, или золотистая макрель, или золотистый дорадо (лат. Coryphaena hippurus), — вид лучепёрых рыб, обитающий в тропических и субтропических водах Индийского, Тихого и Атлантического океанов. 

## Таксономия и этимология
Впервые описана шведским естествоиспытателем Карлом Линнеем в 1758 году, который дал этому виду рыб название Coryphaena hippurus. Родовое название «coryphaena» происходит от греч. κορυφή — голова, а видовое от лат. hippurus — золотая рыбка. 

## Описание
Тело вытянутое и сплющенное по бокам, имеет наибольшую высоту у затылка и постепенно сужается к хвостовому стеблю, покрыто мелкой циклоидной чешуёй.  Голова большая, сжата с боков, с закруглённым профилем. Лоб крутой, у самцов почти вертикальный. В нерестовый период у самцов на лбу вырастает костный гребень. 
Спинной плавник очень длинный с 56—58 мягкими лучами, начинается на голове и заканчивается у хвостового стебля. Анальный плавник с 25—26 мягкими лучами начинается в середине тела и тянется до хвостового стебля. В грудных плавниках 15 мягких лучей. Брюшные плавники длинные, с одной колючкой и 5 мягкими лучами. Хвостовой плавник серповидной формы, его лопасти узкие и длинные. В боковой линии 200—320 чешуй. Плавательный пузырь отсутствует. Позвонков 30—34.
Спина синевато-зелёная с металлическим отливом. Тело зеленовато-золотистое, переливается различными цветами радуги. Окраска спинного плавника от тёмно-зелёной до тёмно-синей. Остальные плавники жёлтые или оранжевые. После смерти расцветка быстро тускнеет. 
Максимальная длина тела 210 см (обычно до 1 м), а масса до 40 кг. Максимальная продолжительность жизни 4 года, обычно не более 3 лет.

## Биология
Большая корифена — морская, океанодромная рыба. Распространена в тропических и субтропических водах Мирового океана. Обитает в приповерхностных водах до глубины 100 м. Часто следует за плавающими на поверхности водорослями. Совершает протяжённые сезонные миграции, перемещаясь в тёплое время года в более высокие широты. В это время встречается в умеренных водах. Так, летом большую корифену обнаруживали в Японском море, Татарском проливе, у южных Курильских островов и в Охотском море.

### Питание
Большая корифена является хищником: питается более мелкой рыбой, кальмарами, крабами, зоопланктоном. Основу рациона составляют летучие рыбы.

### Размножение
В Мексиканском заливе впервые созревают в возрасте 3—4 месяца; в Карибском море и у берегов северо-восточной Бразилии — в возрасте четырёх месяцев, а в северной Атлантике — в возрасте 6—7 месяцев. Самцы созревают при большей длине тела, чем самки; размеры впервые созревающих самцов варьируются от 40 до 91 см, а самок — от 35 до 84 см. Нерест круглогодичный. Икрометание порционное. Плодовитость от 240 тысяч до 3 млн икринок.

## Рыболовство

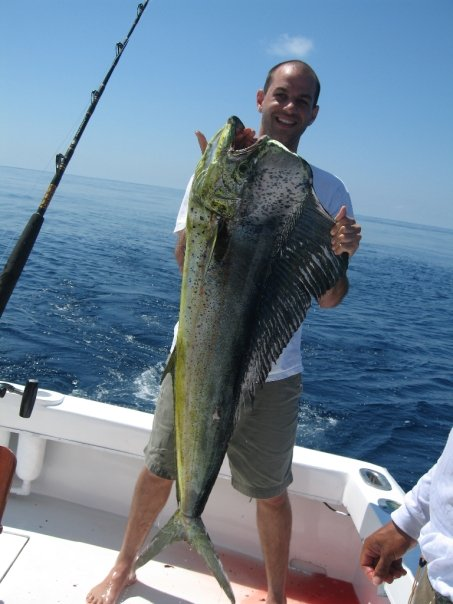
Пойманный самец большой корифены

Ценная промысловая рыба. Мировые уловы большой корифены в 2005—2014 годах варьировались от 87,2 до 115,7 тысяч тонн. Промысел ведётся ярусами и тралами. Основные страны, добывающие большую корифену: Япония и Тайвань .
Большая корифена является одним из любимейших трофеев в спортивной рыбалке ввиду своих размеров, красоты и величины популяции. Наибольшая концентрация крупных особей наблюдается в субэкваториальных широтах, поэтому большинство рыболовных фирм, организующих спортивную ловлю на большую корифену, находятся в странах Центральной Америки, на Карибских и Сейшельских островах, в Египте.
Мясо имеет приятный вкус и пользуется большой популярностью среди гурманов. На Гавайях мясо большой корифены считается деликатесом.